# Nxt
Nxt (від англ. next — «наступний») — мережева розподілена криптографічна платформа для запуску захищених і децентралізованих додатків, наприклад, електронних платіжних систем, месенджерів, торгових майданчиків тощо. Засобом платежу в криптоплатформі Nxt є криптовалюта, що позначається як NXT. Стійкість платформи забезпечується за рахунок алгоритму на основі принципу Proof-of-stake (PoS), тобто докази зберігання коштів користувача протягом певного терміну.

## Принцип роботи
Для досягнення консенсусу в розподіленій мережі Nxt використовують винахід Сатоші Накамото, а саме технологію ланцюжок блоків (англ. Blockchain), а для захисту блоків від підробки застосовується метод Proof-of-stake.
Транзакції, ініційовані користувачами мережі, записуються в блок. Блок повинен бути створений, а потім підтверджений іншими учасниками мережі. Вибір користувача для генерації чергового блоку і право підтвердження попереднього блоку обчислюється алгоритмом, який залежить від:
1. SHA256-хешу ідентифікатора попереднього блоку і відкритого ключа користувача (англ. Public key), який створив попередній блок;
2. кількості коштів на рахунку користувача, підключеного до мережі.

Імовірність сформувати черговий блок в ланцюжку більша у користувача з великим ефективним балансом на рахунку. Ефективним балансом вважається кількість коштів на рахунку користувача, що не мінялася за останні 1440 блоків.
За формування блоку система винагороджує сумою комісій, яка заплатили за проведення всіх транзакцій в блоці. Усталеним позначенням процесу формування блоків є слово форжінг (від англ. Forge — «кування»).
Якщо в системі реєструється розгалуження ланцюжка блоків (з'явилися однакові блоки, сформовані різними користувачами), перевага віддається тому ланцюжку, у якому є найбільша кумулятивна складність, яка визначається сумою коштів на рахунку користувачів, які сформували попередні блоки. Транзакція вважається безпечною після десяти підтверджень. Тому в разі атаки на платформу атакуючому необхідно сформувати 10 нових блоків поспіль, підтверджених користувачами з дуже великими рахунками. Передбачається, що ймовірність такої ситуації буде великою тільки за наявності у атакуючого більш 90 % всіх коштів мережі.

### Статуси транзакцій
Непідтверджений баланс — до 10 підтверджень (від 1 до ~ 10 сек.); розпоряджатися балансом небезпечно
Доступний баланс — 10 і більше підтверджень (~ 10-15 хв.); можна безпечно відправляти транзакції
Гарантований баланс — 720 і більше підтверджень (~ 24 год.); транзакції не можуть бути реорганізовані програмним чином і гарантовано залишаться в ланцюжку блоків
Ефективний баланс — 1440 і більше підтверджень (~ 48 год.); баланс, який може брати участь у формуванні блоків (форжингу)

### Взаємодія з платформою
Для користувачів Nxt було розроблено автономний вебдодаток, який можна використовувати локально у себе на комп'ютері або онлайн, зайшовши в браузері на один з доступних публічних серверів. До того ж якщо використовується офіційний клієнт, робота в такому режимі цілком безпечна, оскільки пароль не передається на сервер — транзакції підписуються локально, а потім в raw-форматі передаються на сервер. Робота з платформою виконується з вебінтерфейсу. Новим користувачам пропонується придумати ключову фразу. Надалі ця фраза використовуватиметься для входу в вебінтерфейс і для підписання транзакцій. На підставі цієї фрази формується адреса виду NXT-xxxx-xxxx-xxxx-xxxx. Для новостворених гаманців при відправленні на нього першої транзакції необхідно повідомити відправнику крім своєї адреси і свій публічний ключ.
Для розробників передбачено наявність низькорівневого API і документацію по всіх використаних java-класах Nxt (в каталозі \ nxt \ html \ doc офіційного клієнта), відкриті початкові коди Nxt під вільною ліцензією, відкрита база даних транзакцій Nxt в форматі H2.

### Особливості
- Nxt не є форком Біткойнів, це самостійний програмний продукт, створений анонімними розробниками з нуля
- Nxt не є криптовалютою, це криптоплатформа з вбудованою підтримкою додатково створюваних для неї додатків (у тому числі і криптовалют)
- Nxt не вимагає великих обчислювальних або енергетичних ресурсів. Повноцінний форжинг працює на малопотужних платформах, наприклад таких як Raspberry Pi
- Nxt не зберігає гаманець користувача на фізичному носії, а використовує технологію Brain wallet
- Nxt захищена від «атаки 51 %» аж до 90 % концентрації ресурсів мережі у атакуючого
- Nxt автоматично повертає суму транзакції назад на рахунок користувача, якщо не було жодного підтвердження транзакції
- Nxt-спільнота заохочує активні вузли
- Nxt підтримує роботу з токенами, що дозволяють сторонньому ресурсу ідентифікувати вас як власника рахунку NXT без введення ключової фрази

## Історія створення
- 28 вересня 2013 року користувач форуму bitcointalk.org BCNext оголосив про створення криптографічної платформи зі 100%-ю PoS-системою і 100%-ю першопочатковою емісією
- 29 вересня 2013 року опублікована перша beta-версія програми
- 18 листопада 2013 року завершується збір коштів на первинну емісію NXT
- 24 листопада 2013 року в мережі Nxt сформований перший генезис-блок[5]
- За підсумками емісії, першими власниками 1 мільярда NXT виявилися 73 інвестора, які витратили на краудфандинг платформи суму в 21 біткойн.

## Розподілені додатки

### Криптовалюта NXT
Базовою розрахунковою одиницею криптоплатформи є криптовалюта, що має позначення NXT. Всього було випущено 1 мільярд NXT одномоментно в найпершій транзакції, і подальшої емісії не передбачається. На думку автора криптовалюти, тільки такий підхід може використовуватися при застосуванні принципу Proof-of-stake. Кошти на винагороду користувачам, які підтримують стійкість платформи, беруться з комісії, які сплачуються при здійсненні транзакцій, відправленні повідомлень, реєстрації псевдонімів", покупки активів через систему обміну або товарів в магазині. Мінімальна комісія за будь-яку операцію всередині еко-системи Nxt становить 1 NXT.
NXT ділиться до восьми десяткових розрядів. Така розмінна монета називається NQT (англ. NXT Quant) і відповідає 0,00000001 NXT.
В NXT для початкової емісії і для підтвердження блоків використовується тільки принцип Proof-Of-Stake. Таке поєднання властивостей було застосовано вперше в лінійці криптовалют.
За даними станом на вересень 2014 року, NXT торгується більш ніж на 10 майданчиках, в тому числі на децентралізованому майданчику обміну. З моменту надходження на ринок в кінці 2013 року NXT торгувався в діапазоні від 0,01 $ до 0,06 $ за 1 NXT.
З 29 липня 2014 данський сервіс обміну криптовалюта CCEDK став пропонувати до обміну NXT на фіатні гроші.
За рівнем капіталізації в 2014 році серед інших криптовалюта в першому півріччі знаходилася на 3 місці, а на початку другого півріччя опустилася на 5 місце.

### Система псевдонімів
Система псевдонімів (англ. Alias System — AS) призначена для заміни будь-яких текстових даних своїми (короткими, що запам'ятовуються, красивими тощо) назвами. Усередині екосистеми Nxt це може бути, наприклад, номер рахунку, який можна підмінити з NXT-xxxx-xxxx-xxxx-xxxx на, наприклад, <Назва компанії>. У загальномережевому аспекті, оскільки дані про псевдоніми зберігаються у відкритому ланцюжку блоків Nxt і підкоряються загальним правилам для транзакцій, систему псевдонімів можна використовувати, наприклад, в якості незалежного децентралізованого сховища DNS. Технічно процес підміни виглядає наступним чином: користувач в довільному додатку вводить Nxt-псевдонім, локальна або віддалена служба з'єднується з вузлами мережі Nxt, замінює Nxt-псевдонім на відповідні йому дані (наприклад адреса URL) і відсилає результат користувачеві.
Власником псевдоніма є користувач, який його створив. Власник може передати або продати псевдонім через магазин цифрових товарів. З моменту запуску системи було зареєстровано більше 120 000 псевдонімів.

### Система довільних повідомлень
Система довільних повідомлень (англ. Arbitrary Messages — AM) дозволяє користувачам платформи обмінюватися повідомленнями довжиною до 1000 байт. Повідомлення зберігаються в ланцюжок блоків як звичайна транзакція і, відповідно, не можуть бути змінені або відкликані. Офіційний клієнтський додаток в доповненні до базових можливостей платформи підтримує опціональне шифрування таких повідомлень відкритим ключем одержувача. Це доповнення до платформи в основному використовується за прямим призначенням — передача повідомлень, проте потенційно цей сервіс може бути застосований для реалізації таких сервісів, як захищене і розподілене зберігання magnet-посилань, електронних голосувань, блогів, систем зберігання даних. В даний час користувачі Nxt відправляють приблизно 200 повідомлень щодня.

### Обмін активами
Обмін активами (англ. Asset Exchange — AE) — вбудована в протокол, розподілена електронна платформа для торгівлі активами. Платформа дозволяє проводити обмінні операції з активами учасників мережі або самому стати емітентом своїх активів. Для проведення торгових операцій з активами не потрібно довіри трейдерів один до одного або до торгової платформи. Це досягається завдяки реалізації концепції «Кольорових монет», суть якої в тому, що купівля-продаж активів оформляється платформою як звичайна транзакція, але з особливими властивостями.
Перша транзакція обміну активів була зроблена 12 травня 2014 року. Було випущено понад 250 активів, приблизно по 100 з них проходять щоденні торги.
Активи можуть бути як абстрактними (акції, облігації, валюти і їх похідні), так і реальними фізичними об'єктами. Реальне придбання об'єктів відбувається наступним чином: покупець купує актив в системі Nxt, а потім обмінює його у реального продавця на його натуральний еквівалент. Передача активів в обмін на товар вимагає довіри до продавця.
Для торгівлі низкою криптовалют через платформу Nxt реалізований шлюз Multigateway, які реалізує механізм мультипідпису на базі трьох автоматичних серверів. Підтримується кілька криптовалют: Bitcion, Litecoin, Bitcoindark, Darckcoin та інші. Шлюз «випускає» відповідні активи в платформі Nxt: mgwBTC, mgwLTC тощо.

### Оренда акаунту
Оренда акаунту (англ. Account Leasing — AL) дає можливість користувачеві передати весь ефективний баланс свого рахунку на інший рахунок. Необхідність в цьому може виникнути в наступних ситуаціях:
- Користувач не хоче самостійно займатися форжингом і передає це право іншому (зазвичай форжинговому пулу)
- Користувач не хоче тримати постійно підключений до мережі комп'ютер з великою сумою на рахунку. Замість цього він використовує інший обліковий запис з мінімальною сумою на рахунку і передає їй в оренду свій ефективний баланс для безпечного форжингу. Максимальний термін оренди становить 32767 блоків, що відповідає приблизно 36 дням. Після закінчення терміну оренди автоматично припиняється. Під час оренди доступним балансом можна розпоряджатися без обмежень.

### Магазин цифрових товарів
Магазин цифрових товарів (англ. Digital Goods Store — DGS) — це вбудована в криптоплатформу децентралізований майданчик для торгівлі товарами. Процес купівлі-продажу відбувається за схемою електронної комерції С2С (від англ. Consumer-to-consumer — споживач-споживач), а саме: покупець вибирає товар, відправляє замовлення продавцю, вказавши ціну, кількість і крайній термін відправлення. Продавець висилає інформацію про те, як забрати товар, наприклад, посилання для завантаження цифрового контенту. Якщо продавець не вкладається в зазначений крайній термін, відправлена покупцем сума автоматично повертається на його рахунок.
Оскільки торгівля ведеться реальними товарами, важливо розуміти, що для безпечної угоди потрібна довіра сторін. У сторін для проведення операції є такі підстави: У покупця:
- Анонімність транзакції
- Анонімність покупки
- Відсутність комісії

У продавця список той же, що і у покупця плюс:
- Гарантія безвідкличного платежу

Nxt-спільнота позиціонує цифровий магазин як можливість спрощеної реалізації результатів творчості незалежних художників, артистів, музикантів і просто талановитих людей.